# Anchistus pectinis
Anchistus pectinis är en kräftdjursart som beskrevs av Kemp 1925. Anchistus pectinis ingår i släktet Anchistus och familjen Palaemonidae. Inga underarter finns listade i Catalogue of Life.